# 佐藤結耶
佐藤 結耶（さとう ゆうや、1992年4月13日 -）は、愛知県半田市出身の、日本の俳優である。
成城大学芸術学部卒業。Guildford School of Acting修士首席卒業。

## 来歴
日本での俳優活動を経て、2021年イギリスの有名演劇学校Guildford School of Acting MAコースを首席で卒業。イギリスで俳優として活動中。

## 出演

### テレビドラマ
- RIDE OUT (放送日未定、funfar oy)、SAITO役
- HiGH＆LOW THE WORST EPISODE.0（2019年、日本テレビ）
- 新しい王様（2019年、TBSテレビ）

### 配信ドラマ
- The Inside Man Season 4 (2022年) - TALEN役
- 短編ドラマ「青葉家のテーブル」（2018年、北欧、暮らしの道具店） - 第３話 佐藤徹 役

### 映画
- Masterpiece of Tamagata (2024年) - The Emmisary役
- Lost in Speech (2022年、監督：本人) - KEI役、脚本＆プロデュース
- Distance（2020年、監督：倉橋拓也）-かずき 役、脚本
- 許された子どもたち（2020年、監督：内藤瑛亮） - 高校生 役
- シガレット（2020年、監督：小嶋貴之）-伊藤ユウキ 役
- 正義のひとたち（2019年、監督：小嶋貴之）-千崎祐介 役
- 翼の生えた虎（2017年、監督：冨田航）

### CM
- INTEL (2022年)
- DAIHATSU「機能紹介ムービー  新型ロッキー」(2019年)
- ピザハット「ドアの向こうの＃ みんなのピザ顔」（2018年-）
- auスマホもっと活用講座「ポイントをもっとおトクに！」篇（2018年）
- ANA「マイルが参る」篇（2018年）
- 小学館「深夜のダメ恋図鑑」（2017年）
- リクルートジョブズ「シフオプ」鴨脚良平 役（2017年-）
- ピタットハウスPRCM（2017年）
- NTT西日本「20年後の自分がやってきた」篇（2017年）
- FUKUYA「東京ローカルプロモーション」（2016年）

### 声の出演
- ゲーム「War Thunder Heros」- Gunner役
- JCOM「ケンブリッジ飛鳥 陸上教室」（2020年）-ナレーション
- アメリカ教育番組「ALL THE WORLD」（ウェブサイト、アプリケーション）-男性ナレーション（日本語版）
- MONSTA X 2019 JAPAN FAN CONCERT 【PICNIC】　ダイジェスト映像（2019年-）ナレーション
- 告ったり、フラれたり「なぜだか下りの方が苦しかった」（2019年） - 第19話 古澤澄人 役

### MV
- the telephones「Light Your Fire」（2019年）
- アルカラ 「瞬間 瞬間 瞬間」（2019年）
- a crowd of rebellion「Anemone」（2019年）
- nobodyknows+「The Blue」（2017年）
- コバソロ「背中合わせfeat.安果音」（2017年）

### 舞台
- Guildford School of Acting "A MIDSUMMER NIGHT'S DREAM" Puck役
- カクシンハン「タイタス・アンドロニカス」（2017年、吉祥寺シアター） - 護民官/ガイコツさん/従者/ゴート軍/タイタス軍/エアロン役
- 紀里谷和明演出「ハムレット」（2016年、スタディオ・アマデウス） - 家来役